# Nader Fergany
Nader (Abd-Elmaksoud) Fergany (Gizeh, 20 augustus 1944 – 31 december 2024) was een Egyptisch socioloog en econoom. Hij was directeur van het Egyptische onderzoekscentrum Al-Mishkat.

## Studie
Fergany behaalde zijn bachelorgraad in 1963 aan de faculteit voor Economie en Politicologie aan de Universiteit van Caïro. Hij vervolgde zijn studie aan de Universiteit van North Carolina in de Verenigde Staten, waar hij in 1970 zijn Ph.D behaalde.

## Werk
Fergany heeft gepubliceerd op het gebied van demografie, migratie, arbeidsmarkt, onderwijs en ontwikkeling in Egypte en andere Arabische landen.
Hij deed onderzoek voor een groot aantal instituten in zowel Egypte als erbuiten. Hij is adviseur voor veel Arabische en internationale organisaties geweest, zoals voor het Nationaal Planningsinstituut, de Nationale Bevolkingsraad, het Centraal Agentschap voor Mobilisatie en Statistiek en de Amerikaanse Universiteit, allen in Caïro. Verder voerde hij onderzoek uit voor onder meer het Arabisch Instituut voor Training en Onderzoek in Bagdad, het Arabisch Planninginstituut in Koeweit en het St. Anthony’s College in Oxford.
Fergany overleed op 31 december 2024 op 80-jarige leeftijd.